# John Jarratt
John Jarratt (Wollongong, 5 augustus 1951) is een Australisch acteur. Hij won in 2005 de juryprijs voor beste acteur van het Austin Fantastic Fest voor zijn hoofdrol als Mick Taylor in de horrorfilm Wolf Creek en in 2014 die van het Nocturna Madrid International Fantastic Film Festival voor het spelen van hetzelfde personage in Wolf Creek 2. Jarratt maakte in 1975 zijn acteerdebuut, als MacArthy in de filmkomedie The Great MacArthy.

## Filmografie
*Exclusief 10+ televisiefilms
| - Red Dog: True Blue (2016) - Wolf Creek 2 (2013) - Django Unchained (2012) - 100 Bloody Acres (2012) - Shiver (2012) - Savages Crossing (2011) - Needle (2010) - Bad Behaviour (2010) - Down Under Mystery Tour (2009) - Australia (2008) - Rogue (2007) - The Final Winter (2007) - Wolf Creek (2005) - Dead Heart (1996) - All Men Are Liars (1995) - Talk (1994) | - Belinda (1988) - Australian Dream (1987) - Dark Age (1987) - The Naked Country (1985) - The Settlement (1984) - Fluteman (1982) - Next of Kin (1982) - We of the Never Never (1982) - The Odd Angry Shot (1979) - Little Boy Lost (1978) - Blue Fin (1978) - The Chant of Jimmie Blacksmith (1978) - Summer City (1977) - Picnic at Hanging Rock (1975) - The Great MacArthy (1975) |

## Televisieseries
*Exclusief eenmalige gastrollen
- McLeod's Daughters - Terry Dodge (2001-2006, 94 afleveringen)
- A Country Practice - 2x Kevin Nicholls (1991), 2x, Bernie McEvoy (1984), 2x Steve Marsh (1983)
- Tanamera - Lion of Singapore - Neil Forbes (1989, vijf afleveringen)
- Palace of Dreams - Hugh (1985, drie afleveringen)

## Privé
Jarratt trouwde in 1999 met zijn derde echtgenote, met wie hij één kind kreeg. Hij kreeg eerder twee kinderen met zijn eerste vrouw en vier met zijn tweede echtgenote, actrice Noni Hazlehurst.
- Bibliothèque nationale de France: cb141901439 (data)
- Gemeinsame Normdatei: 1020900210
- International Standard Name Identifier: 0000 0000 7840 2270
- Library of Congress Control Number: no2005101161
- Nationale Bibliotheek van Tsjechië: pna2007370878
- Système universitaire de documentation: 17437562X
- Virtual International Authority File: 22352271
- WorldCat: E39PBJxRxWPgWDXgfXrp4WpgKd